# West Hanahai
West Hanahai är en ort (village) i distriktet Ghanzi i västra Botswana. 